# Chris Wakelin
Chris Wakelin (Rugby, 16 marzo 1992) è un giocatore di snooker inglese.

## Carriera
Dopo una stagione di esordio con solo due tornei disputati, Chris Wakelin riesce a raggiungere i quarti all'Indian Open 2015, stesso risultato che ripeterà anche all'English Open 2016 e al Riga Masters 2018.

## Ranking[4]
| Stagione  | Ranking iniziale | Ranking finale |
| --------- | ---------------- | -------------- |
| 2013-2014 | Non classificato | 105            |
| 2014-2015 | 79               | 69             |
| 2015-2016 | Non classificato | 84             |
| 2016-2017 | 70               | 63             |
| 2017-2018 | 63               | 48             |
| 2018-2019 | 48               | 48             |
| 2019-2020 | 48               | 57             |
| 2020-2021 | 57               |                |